# Нероччо де Ланди

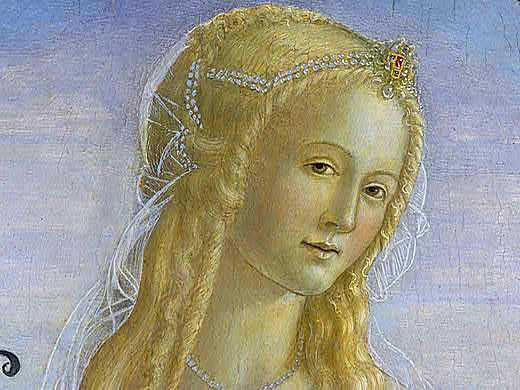
Нероччо де Ланди. Клавдия Квинта. деталь. 1490-95гг. Вашингтон, Национальная галерея.

Нероччо де Ланди, Нероччо ди Бартоломео ди Бенедетто де Ланди (итал. Neroccio de Landi; 1447, Сиена — 1500, там же) — итальянский художник и скульптор, сиенская школа.
Нероччо де Ланди родился в аристократическом сиенском семействе Ланди дель Поджо, и возможно это в какой-то мере наложило отпечаток на его творчество. Его произведения отличает не интеллектуальность, а лиризм, столь характерный для тосканского Возрождения конца XV века, в них переплелись сиенские традиции, флорентийская тематика (Липпи, Верроккьо, Боттичелли), а также мотивы северных миниатюр.

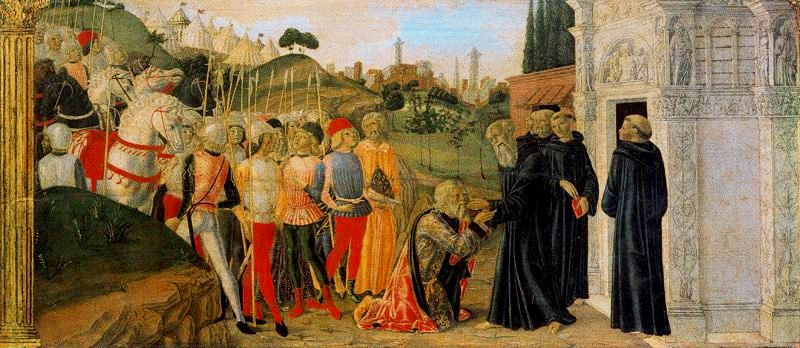
Нероччо де Ланди. Сцены из жизни св. Бенедикта. 1473-75гг. Флоренция, Уффици.

Обучение Нероччо происходило в мастерской Веккьетты, крупнейшего сиенского мастера второй половины XV века. Первое упоминание в документах его имени относится к 1461 году, в них идет речь о работах в сиенском соборе, а Нероччо назван «garzone», то есть младшим помощником. 1468 годом в архивных документах помечен первый самостоятельный заказ, который он получил — изготовление скульптуры для братства св. Джироламо. С 1468 по 1475 год Нероччо де Ланди работал в кооперации с художником, скульптором и инженером Франческо ди Джорджо Мартини, который в 1469 году женился на одной из его кузин. В этот период были созданы, пожалуй, самые интересные из его ранних произведений — «Ассунта» (1472 г.) для аббатства Монте Оливьето Маджоре, «Сцены из жизни св. Бенедикта» (1473-75гг, Флоренция, галерея Уффици), «Благовещенье» (ок. 1475 г., Нью Хэвен, Художественная галерея Йельского университета).
«Сцены из жизни св. Бенедикта» представляют собой три картины пределлы алтаря «Коронование Марии», созданного совместно с Франческо ди Джорджо Мартини для алтаря монастыря Монтеоливьето. В 1474 году Нероччо работал над статуей св. Екатерины, которую ему заказала сиенская городская коммуна для Ораторио Санта Катерина в Фонтебранда. В 1476 году он создал триптих «Мадонна с младенцем, св. Бернардином и Михаилом — архангелом», который сегодня хранится в Пинакотеке Сиены.

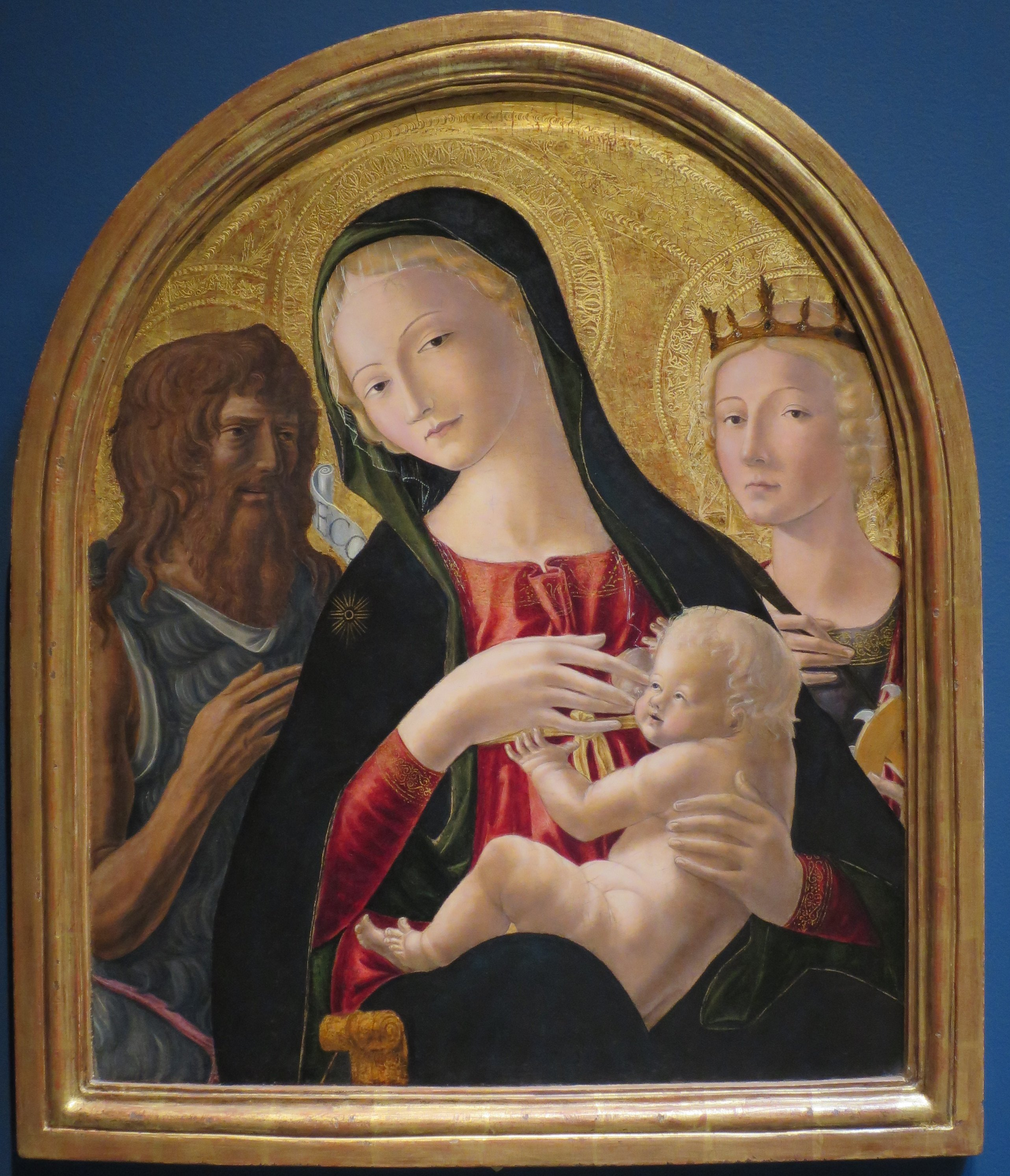
Нероччо де Ланди. Мадонна с младенцем, св. Екатериной Александрийской и Иоанном Крестителем. 1476-80. Пасадена, Музей Нортона Саймона.

Основная часть творчества Нероччо де Ланди — это многочисленные и довольно однотипные «Мадонны с младенцем» в сопровождении разных святых. Эти мадонны сегодня хранятся в нескольких музеях Европы и Америки. В них видно флорентийское влияние, идущее от фра Филиппо Липпи. Однако в более поздний период Нероччо создает замечательный, выпадающий из этого ряда женский образ — портрет неизвестной девушки, в котором ощущается не сиенский, а флорентийский ренессансный дух — «Женский портрет» (ок. 1485 г. Вашингтон, Национальная галерея искусства). 

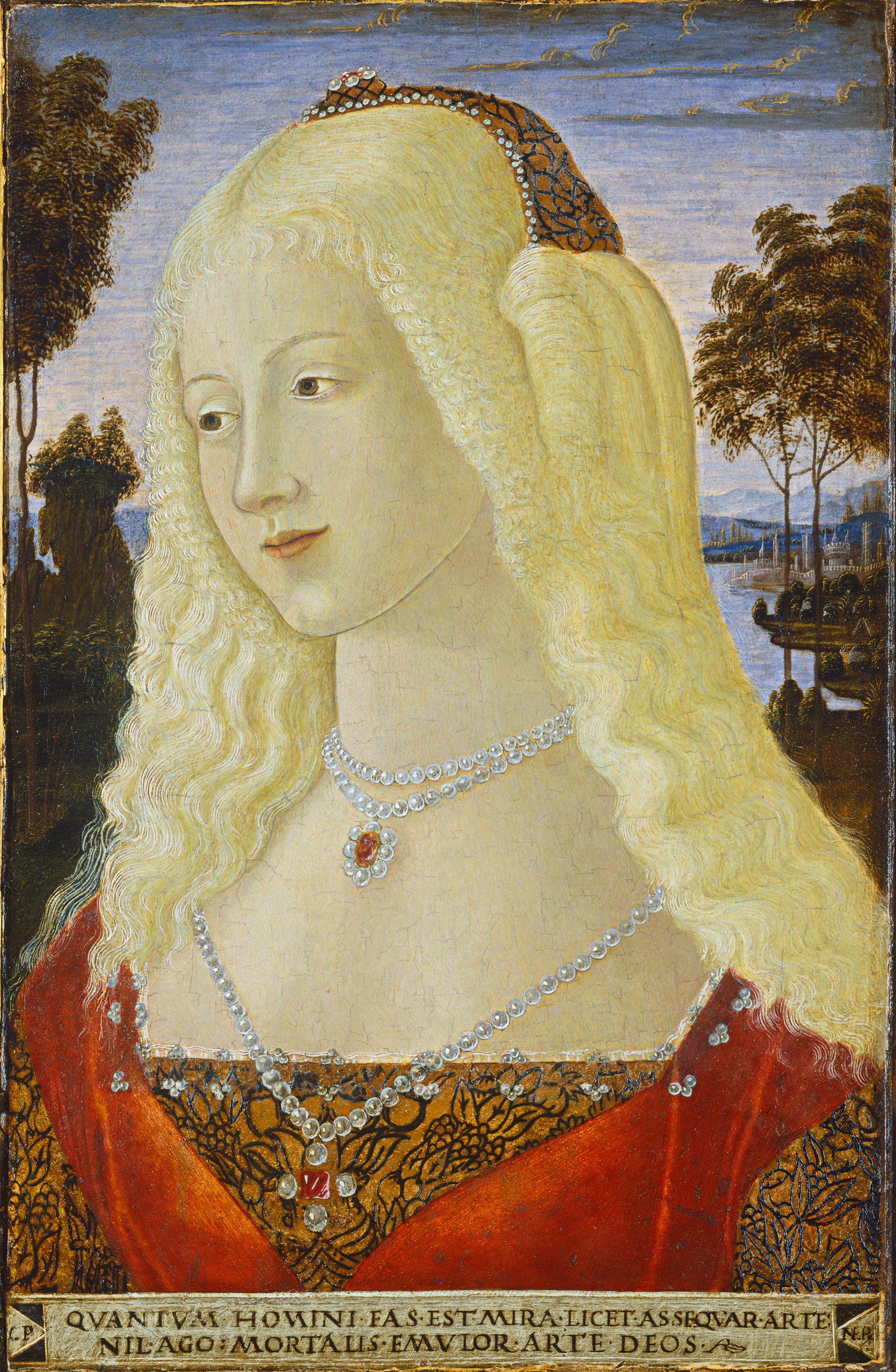
Нероччо де Ланди. Женский портрет. ок. 1485 г. Вашингтон, Национальная галерея.

Этот, довольно редкий для сиенской живописи светский портрет девушки со светлыми волосами, появился после того, как во главе римской курии под именем папы Пия II встал известный сиенский гуманист и литератор Эней Сильвий Пикколомини. Следует напомнить, что к моменту создания портрета прошло слишком мало времени с тех пор, когда св. Бернардин в своих сиенских проповедях хулил молодых женщин, осмеливавшихся в публичных местах сидеть на солнце с распущенными волосами, чтобы осветлить их. У девушки прическа, свидетельствующая о том, что она не замужем. Возможно, эта картина была частью парного портрета, какие создавались, чтобы увековечить свадьбу или обручение. Некоторые специалисты считают, что девушка принадлежала к семейству Бандини, ссылаясь на особенности драгоценного крестика, покоящегося на её груди.

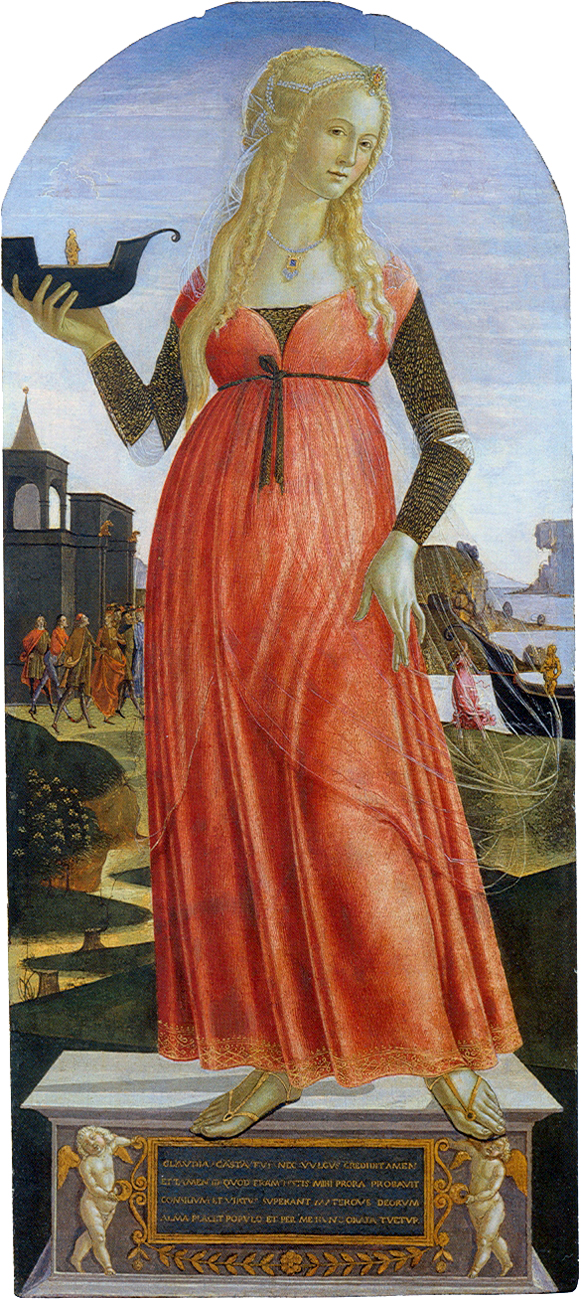
Нероччо де Ланди. Клавдия Квинта. 1490-95гг. Вашингтон, Национальная галерея.

Другое не менее интересное произведение позднего периода Нероччо де Ланди — это картина, на которой изображена «Клавдия Квинта» (1490-95гг., Вашингтон, Национальная галерея искусства). После многочисленных святых изображение античной героини не кажется странным, если учесть, что это произведение было частью серии из восьми картин, посвященных символическому воплощению различных добродетелей и достоинств. Такие серии были популярны в средние века, распространились они и в Сиене. Их авторы выбирали героев и героинь из Библии или античной истории, и создавали серии из нескольких фигур, воплощавших человеческие добродетели. Клавдия Квинта была весталкой во времена Пунических войн, которую обвинили в нарушении чистоты и непорочности (нарушивших обет весталок хоронили заживо). В это время римляне, чтобы успешно закончить войну с Ганнибалом, послушались пророчества, которое требовало перевезти в Рим священное каменное изваяние богини Кибелы. Однако корабль с этой статуей сел на мель в устье Тибра, что предвещало суеверным римлянам несчастье. Клавдия Квинта обратилась к Великой священной матери Кибеле с мольбой засвидетельствовать её невинность, после чего взяла в руки канат, слегка потянула корабль, и он двинулся с места. С этим кораблем в руке Клавдия Квинта и изображена на картине Нероччо де Ланди.
Кроме крупных станковых произведений из позднего творчества Нероччо до наших дней дошли — одна таволетта с изображением «Мадонны, представляющей Христу Сиену» (1480 г. Сиена, Городской архив), которую он написал для сиенской Биккерны, а также несколько скульптур, созданных им в 1480-90 годах — Сивилла Геллеспонтская (1483), надгробный монумент Томмазо Пикколомини дель Теста (1485), Святая Екатерина Александрийская (1490).